# 랄리

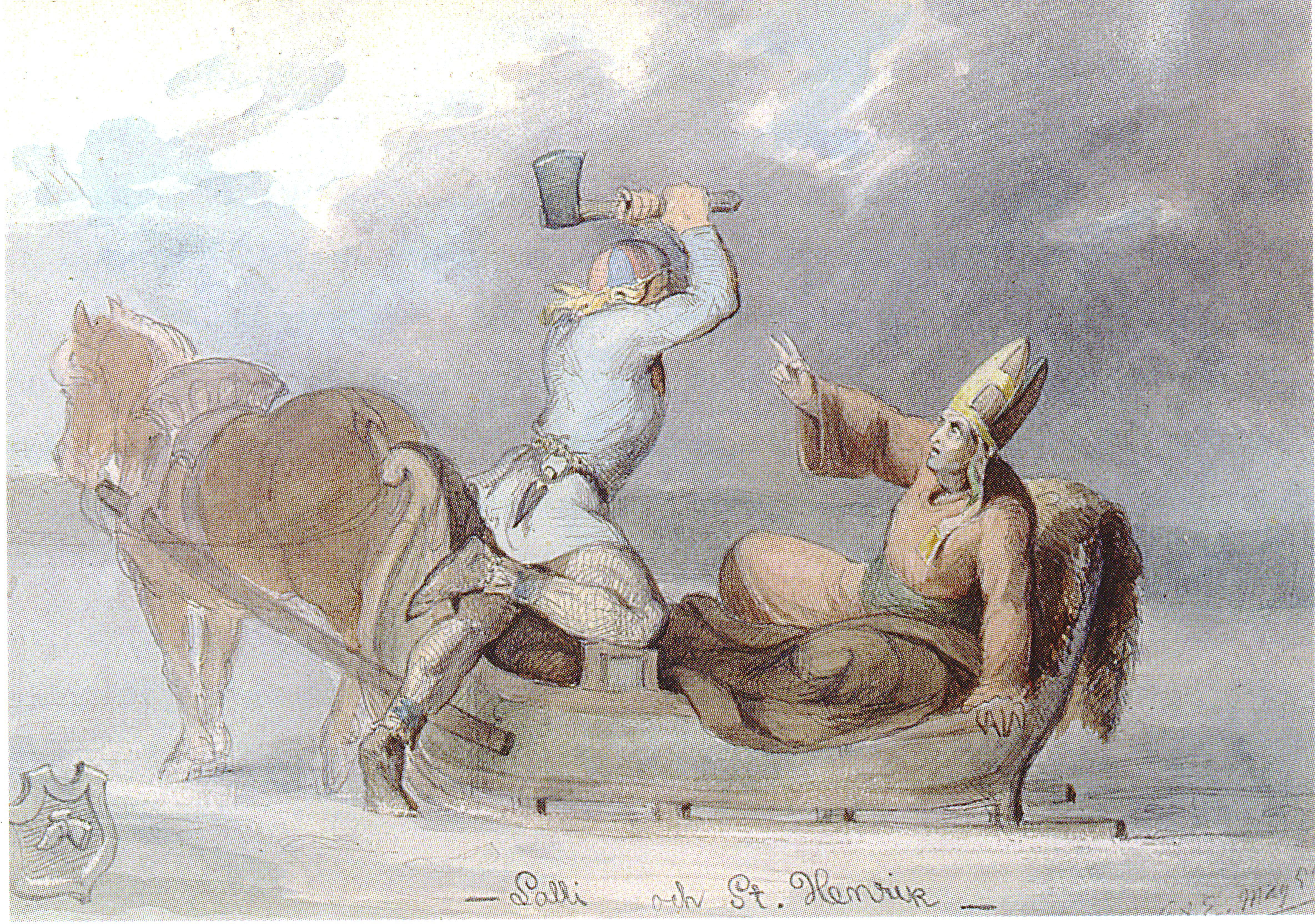
헨리크를 쳐죽이는 랄리. C.A. 에크만 그림.

랄리(핀란드어: Lalli)는 핀란드의 반전설적 인물이다. 1156년 1월 20일 얼어붙은 쾨윌리외호 위에서 웁살라 주교 헨리를 쳐죽였다고 전해진다.
어느 날 랄리가 집에 들어와 보니, 그 처 케르투(Kerttu)가 이르기를 헨리 주교가 찾아와 묵고는 밥값, 술값, 여물값 중 아무것도 지불하지 않고 가 버렸다고 했다. 이 말을 들은 랄리는 분노하여 헨리를 쫓아갔다. 주교의 수행원들은 숲 속으로 도망쳐 숨어 버렸고, 주교를 따라잡은 랄리는 도끼로 그 목을 쳐 죽여 버렸다.
랄리는 참수된 주교의 머리에서 주교관을 벗겨 쓰고 주교의 손가락을 잘라 반지로 만들었다. 그런데 주교관과 반지가 랄리의 두피와 손가락에 달라붙어 떨어지지 않았다. 이것들을 떼어내려고 발광하던 랄리는 결국 쾨윌리외호에 빠져 익사하고 말았다. 그 뒤 숲에서 나온 주교수행단이 주교의 토막난 시체들을 긁어모아 소달구지에 싣고 길을 떠났는데, 달구지를 끌던 소가 멈춰선 곳에 핀란드의 첫 교회가 세워졌다고 한다.